# Belinda Bauer
Belinda Bauer (Inghilterra, 24 dicembre 1962) è una scrittrice, giornalista e sceneggiatrice britannica.

## Biografia
Nata in Gran Bretagna nel 1962, vive e lavora nel Galles.
Cresciuta in Sudafrica e a Cardiff, ha lavorato come giornalista e sceneggiatrice, aggiudicandosi un Bafta dedicato agli autori inglesi emergenti per la sceneggiatura di The Locker Room.
Ha esordito nella narrativa nel 2009 con il romanzo Blacklands (primo capitolo di una trilogia), vincitore del premio Gold Dagger assegnato dalla Crime Writers' Association l'anno successivo e tradotto in 22 paesi.

## Opere

### Trilogia Jonas Holly
- Blacklands (2009), Venezia, Marsilio, 2011 traduzione di Fabio Zucchella ISBN 978-88-317-0998-9
- Negli occhi dell'assassino (Darkside) (2011), Venezia, Marsilio, 2014 traduzione di Fabio Zucchella ISBN 978-88-317-1737-3
- Il ladro di bambini tristi (Finders Keepers) (2012), Venezia, Marsilio, 2018 traduzione di Fabio Zucchella ISBN 978-88-317-2856-0

### Altri romanzi
- Rubbernecker (2013)
- The Facts of Life and Death (2014)
- The Shut Eye (2015)
- The Beautiful Dead (2016)
- Snap (2018)
- Exit (2021)

## Premi e riconoscimenti
Gold Dagger
- 2010 vincitrice con Blacklands[5]

Theakston's Old Peculier Crime Novel of the Year Award
- 2014 vincitrice con Rubbernecker[6]